# Franz Ningel
Franz Ningel (Francoforte sul Meno, 18 ottobre 1936) è un ex pattinatore artistico su ghiaccio tedesco, specializzato nel pattinaggio artistico su ghiaccio a coppie.

## Palmarès
Coppie con Margret Göbl
| Evento                    | 1959 | 1960 | 1961 | 1962 |
| ------------------------- | ---- | ---- | ---- | ---- |
| Giochi olimpici invernali |      | 5°   |      |      |
| Campionati mondiali       | 5°   | 4°   |      | 3°   |
| Campionati europei        | 4°   | 3°   | 2°   | 3°   |
| Campionati tedeschi       | 2°   | 1°   | 1°   | 1°   |

Coppie con Marika Kilius
| Evento                    | 1954 | 1955 | 1956 | 1957 |
| ------------------------- | ---- | ---- | ---- | ---- |
| Giochi olimpici invernali |      |      | 4°   |      |
| Campionati mondiali       |      | 7°   | 3°   | 2°   |
| Campionati europei        |      | 3°   | 3°   | 3°   |
| Campionati tedeschi       | 2°   | 1°   | 1°   | 1°   |